# Ptačí entero-like virusy
Ptačí entero-like virusy (ELV)  byly v posledních letech prokázány u mnoha druhů ptáků. Elektronoptickým vyšetřením trusu nebo střevního obsahu byly entero-like virové partikule (podobající se  enterovirům z čeledě Picornaviridae) identifikovány u kuřat anebo krůťat ve  Velké Británii, USA,  Francii,  Belgii,  Malajsii, u  perliček s přechodnou  enteritidou v  Itálii a  Francii, u  křepelek a bažantů ve Velké Briánii. V  Japonsku byly ELV izolovány u kuřat s postiženými ledvinami a u brojlerů vykazujících syndrom zakrslosti a v  Austrálii v trusu a enterocytech volně žijících kakaduů se smrtící (fatální) enteritidou. 
Ptačí ELV jsou odlišné od virů  aviární encefalomyelitidy,  hepatitidy kachen typu 1 a 3,  infekční nefritidy i  hepatitidy krůt. Jejich bližší klasifikace vyžaduje další biologickou, fyzikálně-chemickou a molekulární charakterizaci. Ekonomický význam infekce ani možnost jejich přenosu z ptáků na savce nejsou známé.